# Terrahpi (artist)
Terrahpi eller Peter Wallin, född 6 januari 1982 i Stockholm, är en svensk hiphopmusiker, producent och youtubare från Rågsved i Stockholm. Han slog igenom med låtar som ”I min ort (feat. Kelly & Jojje)”, ”Morfintorsken” och ”Stockholm City Stories” och har utöver dessa låtar släppt ett flertal andra låtar.
Terrahpi arbetar även med ljud-, musik- och filmproduktion för serierna Gatuslang och Passa Micken. Utöver sitt arbete med serierna ägnar han även sitt privatliv åt att göra filmer till sin youtubekanal ”Peter Wallin”.
Många av Terrahpi's låttexter handlar om hans uppväxt, vad han fått uppleva under sitt liv och hans framtidstankar. 
Terrahpi har även drivit sidoprojekt, bland annat filmproduktion och ljudteknik på sin youtubekanal samt på hiphopplatformen Passa Micken.

## Diskografi
| År   | Titel                                      |
| ---- | ------------------------------------------ |
| 2012 | Blodpengar                                 |
| 2012 | Ensam stark                                |
| 2012 | Kompis (rulla upp)                         |
| 2012 | Livets ord                                 |
| 2012 | Ingen som lyssnar                          |
| 2012 | Vilket liv                                 |
| 2012 | Morfintorsken                              |
| 2012 | Ere så                                     |
| 2013 | Stockholm City Stories                     |
| 2013 | I min ort (feat. Kelly & Jojje)            |
| 2014 | Medvind                                    |
| 2014 | Hiphop                                     |
| 2014 | Smaka på Stockholm                         |
| 2014 | Alla minnen vi har (feat. Terrahpi & Line) |
| 2018 | Seriöst                                    |